# بالگردگاه ماس‌فلاکته
بالگردگاه ماس‌فلاکته (به انگلیسی: Maasvlakte Heliport) یک فرودگاه Restricted است. این فرودگاه در شهر روتردام کشور هلند قرار دارد و در ارتفاع ۰ متری از سطح دریا واقع شده است.